# Eleccions legislatives daneses de 2019
Les eleccions generals de Dinamarca de 2019 tingueren lloc el dia 5 de juny de 2019 i s'hi varen escollir 179 escons del Folketing, el Parlament danès. D'aquesta representació electa, 2 escons varen correspondre a Groenlàndia, 2 a les illes Fèroe i els 175 restants a la Dinamarca continental. Les eleccions se celebraren 10 dies després de les eleccions al Parlament Europeu de 2019 i el partit Venstre va ser-ne el guanyador.
Les eleccions van resultar en una victòria per al «bloc roig», format pels partits que van donar suport la líder del Partit Socialdemòcrata (A) Mette Frederiksen com a candidata a Primera Ministra. El «bloc roig» consisteix en els Socialdemòcrates (A), els socioliberals de Radikale Venstre (B)', Esquerra Verda (F), l'Aliança Roja-Verda (Ø), el Partit Socialdemòcrata de les illes Fèroe i el greenlandès Siumut, que van aconseguir una majoria al Parlament (93 de 179), establint una majoria parlamentària. Els partits de l'oposició, encapçalats pel liberal-conservador Venstre (V) juntament els conservadors Partit Popular Conservador (C) i l'Aliança Liberal (I), el Partit Popular Danès (O) i el greenladès Nunatta Qitornai, van quedar amb 76 escons.
El 6 de juny, el llavors Primer Ministre Lars Løkke Rasmussen de Venstre va dimitir, i la candidata socialdemòcrata Mette Frederiksen va rebre l'encàrrec de formar nou govern. El 25 de juny, Frederiksen va aconseguir el suport del bloc roig, i al cap de dos dies va ser nomenada Primera Ministra, encapçalant un govern format únicament pels socialdemòcrates, amb suport parlamentari de Radikale Venstre, l'Aliança Roja-Verda i el Partit Popular Socialista.

## Resum
|  | Aliança   | Partits                                                       | Candidat a Primer Ministre | Escons |
|  | --------- | ------------------------------------------------------------- | -------------------------- | ------ |
|  | Bloc roig | A, B, F, Ø, Partit Socialdemòcrata de les illes Fèroe, Siumut | Mette Frederiksen          | 93     |
|  | Bloc blau | V, O, I, C, Nunatta Qitornai                                  | Lars Løkke Rasmussen       | 76     |

### Dinamarca
|                              | Indicatiu                    | Partit                       | Líder                        | Vots      | %     | +/ –   | Escons | +/ –     |
| ---------------------------- | ---------------------------- | ---------------------------- | ---------------------------- | --------- | ----- | ------ | ------ | -------- |
|                              | A                            | Socialdemokraterne           | Mette Frederiksen            | 914,882   | 25,9% | -0,4%  | 48     | +1       |
|                              | V                            | Venstre                      | Lars Løkke Rasmussen         | 826,161   | 23,3% | +3,8%  | 43     | +9       |
|                              | O                            | Dansk Folkeparti             | Kristian Thulesen Dahl       | 308,513   | 8,7%  | -12,4% | 16     | -21      |
|                              | B                            | Radikale Venstre             | Morten Østergaard            | 304,714   | 8,6%  | +4.0%  | 16     | +8       |
|                              | F                            | Socialistisk Folkeparti      | Pia Olsen Dyhr               | 272,304   | 7,7%  | +3,5%  | 14     | +7       |
|                              | Ø                            | Enhedslisten – De Rød-Grønne | Pernille Skipper             | 245,100   | 6,9%  | -0,9%  | 13     | -1       |
|                              | C                            | Det Konservative Folkeparti  | Søren Pape Poulsen           | 233,865   | 6,6%  | +3,2%  | 12     | +6       |
|                              | Å                            | Ålternativet                 | Uffe Elbæk                   | 104,278   | 3%    | -1,8%  | 5      | -4       |
|                              | D                            | Ny Borgerlige                | Pernille Vermund             | 83,201    | 2,4%  | +2,4%  | 4      | Nou (+4) |
|                              | I                            | Liberal Alliance             | Anders Samuelsen             | 82,270    | 2,3%  | -5,2%  | 4      | -9       |
|                              | K                            | Kristendemokraterne          | Isabella Arendt              | 60,944    | 1,7%  | +0,9%  | 0      | ±0       |
|                              | –                            | Independents                 | -                            |           | 0,1%  | ±0     | 0      | ±0       |
| Total (participació: 87,74%) | Total (participació: 87,74%) | Total (participació: 87,74%) | Total (participació: 87,74%) | 3.579.675 | 100%  | —      | 175    | —        |

Les eleccions van suposar una victòria per a l'anomenat "bloc roig" (Els Socioliberals del radikalevenstre, el Partit Popular Socialista, l'Aliança Roja-Verda, el Partit Social Democràtic Feroès i el grenlandès Siumut) que van donar suport a la candidata i cap del Partit Socialdemòcrata (Socialdemokraterne) Mette Frederiksen, que va acabar esdevenint Primera Ministra en obtenir una majoria de 93 escons al Folketing.
Com a resultat de les eleccions, el Primer Ministre Lars Løkke Rasmussen, del partit de centredreta Venstre que encapçalava el govern anterior, va dimitir i Mette Frederiksen va ser designada per a formar nou govern. El 25 de juny, Frederisken va assolir un acord amb l'anomenat bloc roig, i el 27 de juny va ser designada Primera ministra, amb un govern en solitari format pel Partit Socialdemòcrata.

## Antecedents
Les eleccions al Folketing del 2015 van donar una majoria ajustada a l'anomentat "bloc blau", format per partits de l'espai ideològic de la dreta (Partit Popular Danès, Venstre, Aliança Liberal i el Partit Popular Conservador), de 90 escons, un més que la resta de partits del bloc roig. Deu dies més tard, Lars Løkke Rasmussen, del partit Venstre, tot i tenir menys escons que el Partit Popular Danès, va ser designat Primer ministre, formant un govern en minoria amb el suport de les forces polítiques del bloc blau. El novembre de l'any següent, es va produir una remodelació del govern, afegint Aliança liberal i el Partit Popular Conservador al govern. D'aquesta manera, 3 partits formaren govern, amb el suport extern de l'extrema dreta del Partit Popular Danès.

## Sistema Electoral
Segons regeix la Llei Electoral Danesa, 175 escons són escollits a la regió continental de Dinamarca (península de Jutlàndia, Selàndia i la Regió Capital) mitjançant representació proporcional, 2 escons són escollits a les Illes Fèroe i els 2 escons restants són escollits a Grenlàndia.
Els escons es reparteixen en 10 circumpscripcions electorals que escullen un total de 135 escons segons representació proporcional, amb un sistema que atorga els escons amb una versió modificada del mètode Sainte-Laguë i el quocient Hare. Els 40 escons restants són atorgats per a corregir les distorsions en la distribució dels escons degut a la divisió en cirumscripcions electorals, i són repartits entre els partits que superen el llindar del 2% del total del vot nacional.
Els votants poden triar entre votar a un/a candidat/a o votar un partit polític. Els vots atorgats als partits polítics són distribuïts entre els candidats del partit seleccionat, que pot ser en proporció als vots que ha rebut cada persona (opció triada per la majoria de partits) o atorgant-los en un ordre predeterminat.
Segons la Consititució danesa, les eleccions del 2019 s'havien de celebrar no més tard del dia 17 de juny de 2019. El Primer Ministre té la capacitat de convocar eleccions en qualsevol moment, previ sempre a l'establert per la consitutició.
Els partits extraparlamentaris que es volen presentar a les eleccions han de rebre el suport d'un nombre de votants equivalent a 1/175 part de tots els vots emesos a les últimes eleccions. En aquestes eleccions, requerien de 20,109 votants.

## Resultats

### Resultats per circumpscripció (Dinamarca continental)
| Circumscripció   | A    | B    | C    | D   | E   | F    | I   | K   | O    | P   | V    | Ø    | Å   |
| ---------------- | ---- | ---- | ---- | --- | --- | ---- | --- | --- | ---- | --- | ---- | ---- | --- |
| Copenhaguen      | 17.2 | 16.4 | 5.3  | 1.4 | 1.0 | 11.5 | 2.6 | 0.7 | 4.2  | 1.3 | 15.0 | 16.8 | 6.5 |
| Gran Copenhaguen | 25.8 | 10.9 | 9.4  | 2.3 | 0.8 | 9.4  | 2.6 | 0.9 | 8.2  | 1.9 | 17.2 | 7.2  | 3.1 |
| Zelàndia Nord    | 21.3 | 11.2 | 11.2 | 3.3 | 1.0 | 6.9  | 3.3 | 1.1 | 7.5  | 1.5 | 23.4 | 5.6  | 2.7 |
| Bornholm         | 34.0 | 3.3  | 1.8  | 1.7 | 0.9 | 4.3  | 1.0 | 4.1 | 10.4 | 1.9 | 25.3 | 8.1  | 3.3 |
| Zelàndia         | 28.2 | 5.8  | 5.8  | 2.6 | 1.0 | 8.8  | 1.8 | 0.8 | 10.9 | 2.7 | 24.3 | 5.2  | 2.0 |
| Funen            | 30.2 | 7.3  | 6.2  | 1.9 | 0.8 | 6.7  | 1.9 | 1.1 | 8.9  | 1.9 | 23.4 | 6.8  | 3.0 |
| Jutlàndia Sud    | 26.1 | 5.9  | 5.1  | 4.1 | 0.7 | 5.2  | 2.1 | 2.2 | 12.5 | 1.8 | 28.5 | 4.1  | 1.6 |
| Jutlàndia Est    | 25.8 | 9.9  | 5.7  | 2.0 | 0.7 | 8.2  | 2.9 | 2.1 | 7.8  | 1.5 | 22.6 | 7.1  | 3.4 |
| Jutlàndia Oest   | 24.6 | 5.3  | 9.2  | 1.7 | 0.6 | 6.2  | 2.2 | 5.3 | 8.4  | 1.6 | 29.8 | 3.4  | 1.7 |
| Jutlàndia Nord   | 33.9 | 5.1  | 4.9  | 2.0 | 0.8 | 5.4  | 1.9 | 1.6 | 9.5  | 1.7 | 26.8 | 4.3  | 2.0 |

Els nou partits amb representació parlamentària varen tornar a presentar-se a les eleccions. A més, quatre partits extraparlamentaris van obtenir el dret a presentar-se a les eleccions: tres partits nous i els Demòcrata Cristians, extraparlamentari des de l'any 2005. L'octubre de 2016, el partit Nova Dreta, va resultar elegible per a les eleccions, i un any més tard, els Demòcrata Cristians decidien tornar a presentar-s'hi, fet que no succeïa des de l'any 2005. El febrer de 2019, el partit Klaus Riskær Pedersen, va obtenir els drets per a presentar-s'hi, malgrat les acusacions de trencar la llei per a la recolecta de les declaracions d'intenció de vot.
Les eleccions van suposar una victòria per al bloc roig - els partits que van donar suport a la líder del Partit Socialdemòcrata - amb un total de 91 econs. Malgrat una petita pèrdua de suport en percentatge de vot, els socialemòcrates van guanyar un escó, seguits de prop per Venstre, que va guanyar 9 escons i es va veure beneficiat de la seva gestió de govern.
Els socialdemòcrates van seguir com a primera força, obtenint un escó més que a les anteriors eleccions, però reduint lleugerament el percentatge de vot. Van ser seguits de prop pel Venstre, que va millorar en 9 escons els obtinguts respecte les eleccions de 2015. El Partit Popular Danès, d'altra banda, va perdre 12.4 punts percentuals, perdent més de la meitat del suport obtingut a les anteriors eleccions. El líder del partit, Kristian Thulesen Dahl, va justificar que els resultats obtinguts no havien estat dolents, sinó que els de 2015 van ser extraordinaris, i que alguns electors podien haver trobat els seus ideals en altres formacions polítiques. L'Aliança Liberal, va obtenir un 2,3% dels vots, a prop de la barrera electoral del 2% nacional per a poder optar obtenir escons.

### Illes Fèroe
Tots els partits amb representació al Løgting (Parlament Feroès) tenien dret a presentar-se a les eleccions. No obstant, el Parit de Centre va decidir no presentar-s'hi.
| Partit | Partit                 | Líder                  | Eleccions anteriors | Eleccions anteriors |
| ------ | ---------------------- | ---------------------- | ------------------- | ------------------- |
| E      | Partit Republicà       | Høgni Hoydal           | 24.5%               | 1 escó              |
| C      | Partit Socialdemòcrata | Aksel V. Johannesen    | 24.3%               | 1 escó              |
| B      | Partit Unionista       | Bárður á Steig Nielsen | 23.5%               | -                   |
| A      | Partit del Poble       | Jørgen Niclasen        | 18.7%               | -                   |
| F      | Progrés                | Poul Michelsen         | 3.2%                | -                   |
| D      | Nou Autogovern         | Jógvan Skorheim        | 1.7%                | -                   |

### Grenlàndia
Tots els partits amb representació al Inatsisartut (Parlament de Grenlàndia) tenien dret a presentar-se a les eleccions. No obstant, el Parit de Centre va decidir no presentar-s'hi. Tot i que a les eleccions del 2015, Aleqa Hammond va obtenir un escó com a candidata de la candidatura de Siumut, l'agost del 2016 va ser expulsada del partit degut a un cas de malversació de fons del Folketing (Parlament danès). Dos anys més tard, es va unir al Nunatta Qitornai.
| Partit | Partit                  | Líder               | Eleccions anteriors | Eleccions anteriors |
| ------ | ----------------------- | ------------------- | ------------------- | ------------------- |
| S      | Siumut                  | Kim Kielsen         | 38%                 | 1 escó              |
| IA     | Inuit Ataqatigiit       | Múte Bourup Egede   | 38.3%               | 1 escó              |
| D      | Demòcrates              | Niels Thomsen       | 9%                  | -                   |
| A      | Atassut                 | Siverth K. Heilmann | 7.4%                | -                   |
| PN     | Partii Naleraq          | Hans Enoksen        | 5.1%                | -                   |
| SA     | Partit de la Cooperació | Michael Rosing      | -                   | -                   |
| NQ     | Nunatta Qitornai        | Vittus Qujaukitsoq  | -                   | -                   |